# Heilig Hartkerk (Steffeshausen)

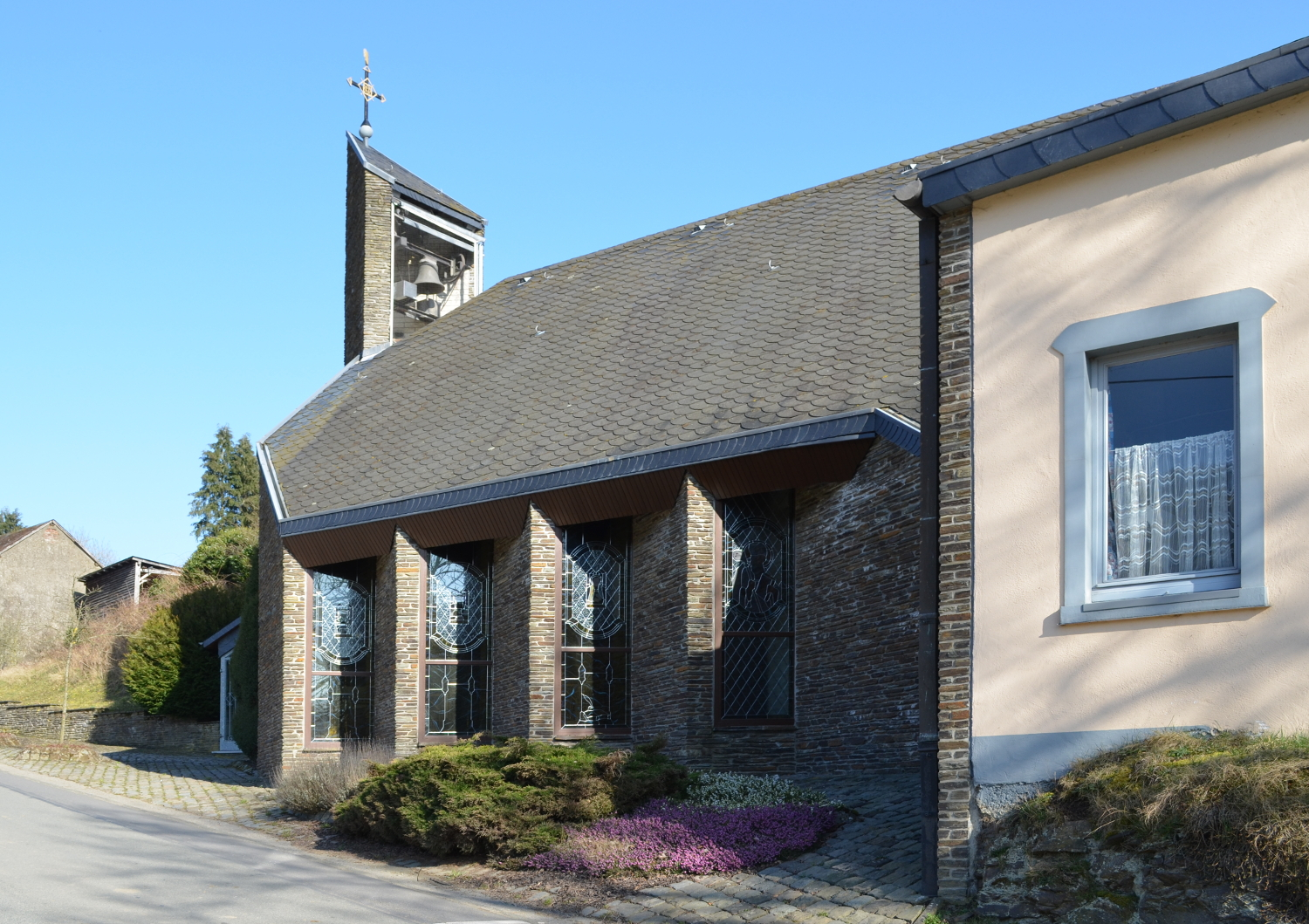
Heilig Hartkerk

De Heilig Hartkerk (Duits: Herz Jesu Kirche) is een traditionalistisch-katholiek kerkgebouw in de tot de gemeente Burg-Reuland behorende plaats Steffeshausen in de Belgische provincie Luik.

## Geschiedenis
Dat een 134 inwoners tellend dorpje twee kerken heeft (de andere is vanouds de Sint-Pieterskerk) is betrekkelijk merkwaardig. Het feit komt voort uit de weigering van toenmalig pastoor Paul Schoonbroodt om de Mis volgens de nieuwe liturgie (1970) op te dragen. Hij hield vast aan de tridentijnse ritus en zocht contact met de Priesterbroederschap Sint Pius X. Dit leidde uiteindelijk tot een conflict en uiteindelijk zelfs tot zijn excommunicatie in 1989.
Schoonbroodt wist echter middelen bijeen te krijgen om een eigen kerkgebouw op te richten, dat in 1991 werd ingezegend. Het is een gebouw in modernistische stijl, met glas-in-loodramen en een klokkentorentje op het dak.

## Opmerking
In de Nederlandse plaats Gerwen bestaat een soortgelijke situatie. Hier zijn het echter de rooms-katholieken die een nieuwe kerk gebouwd hebben. De Pius X-broederschap betrok na enige tijd de er tegenover liggende oude, toen leegstaande, Sint-Clemenskerk.